# Turbinellina nigra
Turbinellina nigra är en spindelart som först beskrevs av Alfred Frank Millidge 1991.  Turbinellina nigra ingår i släktet Turbinellina och familjen täckvävarspindlar. Inga underarter finns listade i Catalogue of Life.